# 阿媽 (職業)

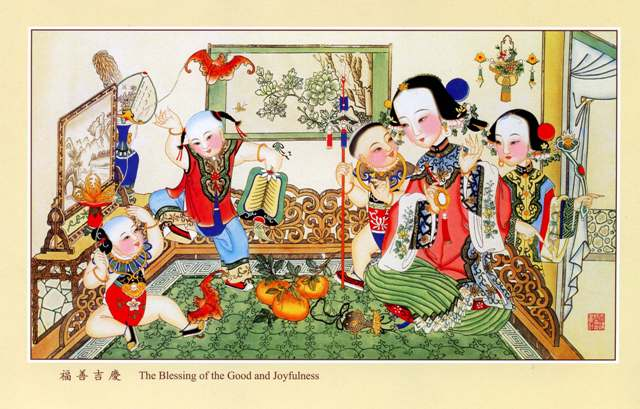
一名中國阿嬤（右）與三名孩子。

阿媽（拉丁語: amma或ayah）是東亞一種由女孩或女人擔任的職業，通常由大戶人家聘請用以照顧家中小孩及打理家中雜務。

## 詞源
阿媽的外文 amah 可能源自葡萄牙文 ama，意為「護士」或「女性管家」，或是阿拉伯文阿拉伯语：‎，羅馬化：ʾamah，意為「女奴」；亦有說法認為 amah 一詞源自漢文「阿媽」轉寫成的英文詞彙 ah mah 。